# Andrej Chotejev
Andrej Ivanovitsj Chotejev (Russisch: Андрей Иванович Хотеев, Andrei Ivanovitsj Chotejev, in het Duits bekend als Andrei Hoteev) (Leningrad, 2 december 1946 – 28 november 2021) was een Russische pianist. Vanaf 1993 woonde hij in Duitsland.

## Biografie
Andrej Chotejev werd in Sint-Petersburg geboren. Op zijn vijfde jaar kreeg hij zijn eerste pianoles. Hij studeerde piano aan het Conservatorium van Sint-Petersburg onder Tatjana Kravchenko en Nathan Perelman, en vervolgens aan het Conservatorium van Moskou onder Lew Naumow. Zijn debuut aan dit conservatorium in 1983 was sensationeel. Daarop volgde een succesvolle tournee. Zijn ontmoeting in juni 1985 in Sint-Petersburg met Svjatoslav Richter had grote invloed op zijn speelstijl. Een even cruciale factor in zijn ontwikkeling als pianist was zijn kennismaking met Bernard Haitink en diens privésecretaris Ben Joppe, toen het Concertgebouworkest vanaf de jaren zeventig van de twintigste eeuw in Rusland concerten kwam geven. Gedurende vele jaren werd clandestien muziek uitgewisseld en gecorrespondeerd. Dit bracht Hoteev in langdurige politieke moeilijkheden.
In 1989, direct na de val van de Berlijnse Muur, kreeg Hoteev op voorspraak van artistiek leider van De VARA Matinee Jan Zekveld en door toedoen van Ben Joppe de kans om in Nederland concerten te geven. Zijn eerste optreden vond plaats in september-oktober 1989 bij de VARA, op radio en tv. Op 11 januari 1990 verzorgde hij samen met de bas-bariton Robert Holl een avond met muziek van Modest Moessorgski in De Doelen in Rotterdam. Op 11 november 1990 volgde een VARA Matinee in het Concertgebouw in Amsterdam met muziek van Dmitri Sjostakovitsj.
Andrej Hoteev's eerste grote tournee vond plaats in 1993, nadat hij met zijn familie naar Hamburg was verhuisd. Hij trad op in diverse steden in Engeland, Duitsland, België, Rusland en Spanje. In dat jaar nam hij in Frankrijk zijn eerste CD op na concerten in de Salle Pleyel in Parijs en bij het Festival de Radio France et Montpellier. In 1995 volgde in Nederland een concert in het Muziekgebouw Frits Philips Eindhoven, en in 1996 een live optreden bij de VPRO , waarbij hij ook een interview gaf. Op 2 februari 2002 was Hoteev weer te gast in het Concertgebouw in Amsterdam, bij welke gelegenheid hij het pianoconcert van Alfred Schnittke speelde.
Andrej Hoteev werkte regelmatig samen met dirigenten zoals Thomas Sanderling, Vladimir Fedoseyev, Andrej Borejko, Eri Klas, Pavel Kogan, Avi Ostrowsky, Woldemar Nelsson, Ravil Martynov, Vladislav Chernushenko en Vladimir Altschuler. Sinds 2006 werkt Andrej Hoteev ook met de Duitse sopraan Anja Silja aan diverse repertoires.

## Oorspronkelijke transcripties

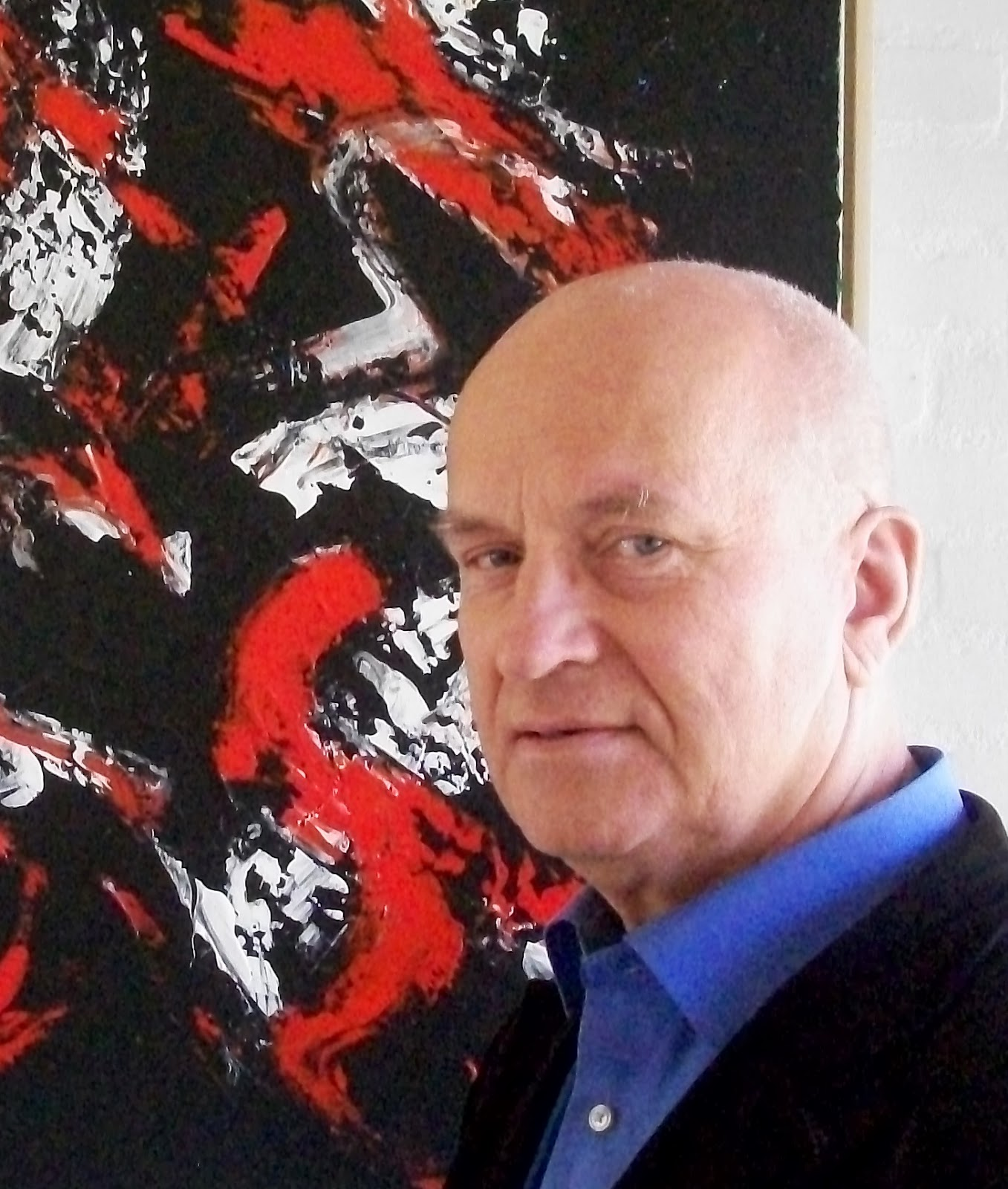
Andrej Hoteev in 2013 in Zierikzee

Andrej Hoteev is ook bekend vanwege zijn vertolkingen van partituren in de oorspronkelijke transcriptie van de componist zelf, die hij in Russische archieven traceerde. In 1993 gaf hij voor de tv in Sint-Petersburg een concert van de oerversie van het Derde Pianoconcert van Pjotr Iljitsj Tsjaikovski. Bij het concert gaf hij uitleg over deze oorspronkelijke versie.
Hoteev’s première van de cyclus van alle drie pianoconcerten van Tsjaikovski alsook diens Fantaisie de Concert voor piano en orkest in Moskou in november 1996 maakten hem wereldberoemd en gaven hem de reputatie van Tsjaikovski expert. Deze cyclus werd in 1998 opgenomen, samen met Allegro in C minor en de Ungarische Zigeunerweisen van Franz Liszt/Sophie Menter in een uitvoering van Tsjaikovski. Bij zijn verspreiding van kennis over oerversies van composities werkt Hoteev veelvuldig samen met radio- en tv-zenders, waaronder NDR en Deutschlandradio Kultur in Duitsland, VARA en VPRO, Radio Lugano Switzerland, NHK en TBS in Japan.
In 2006 realiseerde Andrej Hoteev in de Laeiszhalle in Hamburg de eerste oeruitvoering van Alexander Skrjabin’s Symfonie nr. 5 (Skrjabin) met gekleurd licht, beelden en muziek - "Clavier à lumières" - volgens de authentieke partituur van de componist, alsmede de originele versie van Wassily Kandinsky’s partituur met gekleurd licht en beeld van Modest Moessorgski’s Schilderijen van een tentoonstelling.
Hoteev was getrouwd met de Russische pianiste Olga Hoteeva. Samen brachten zij in 2012 een cd uit met 22 onbekende originele transcripties van Sergej Rachmaninov voor quatre-mains, naar Tsjaikovski’s De schone slaapster.

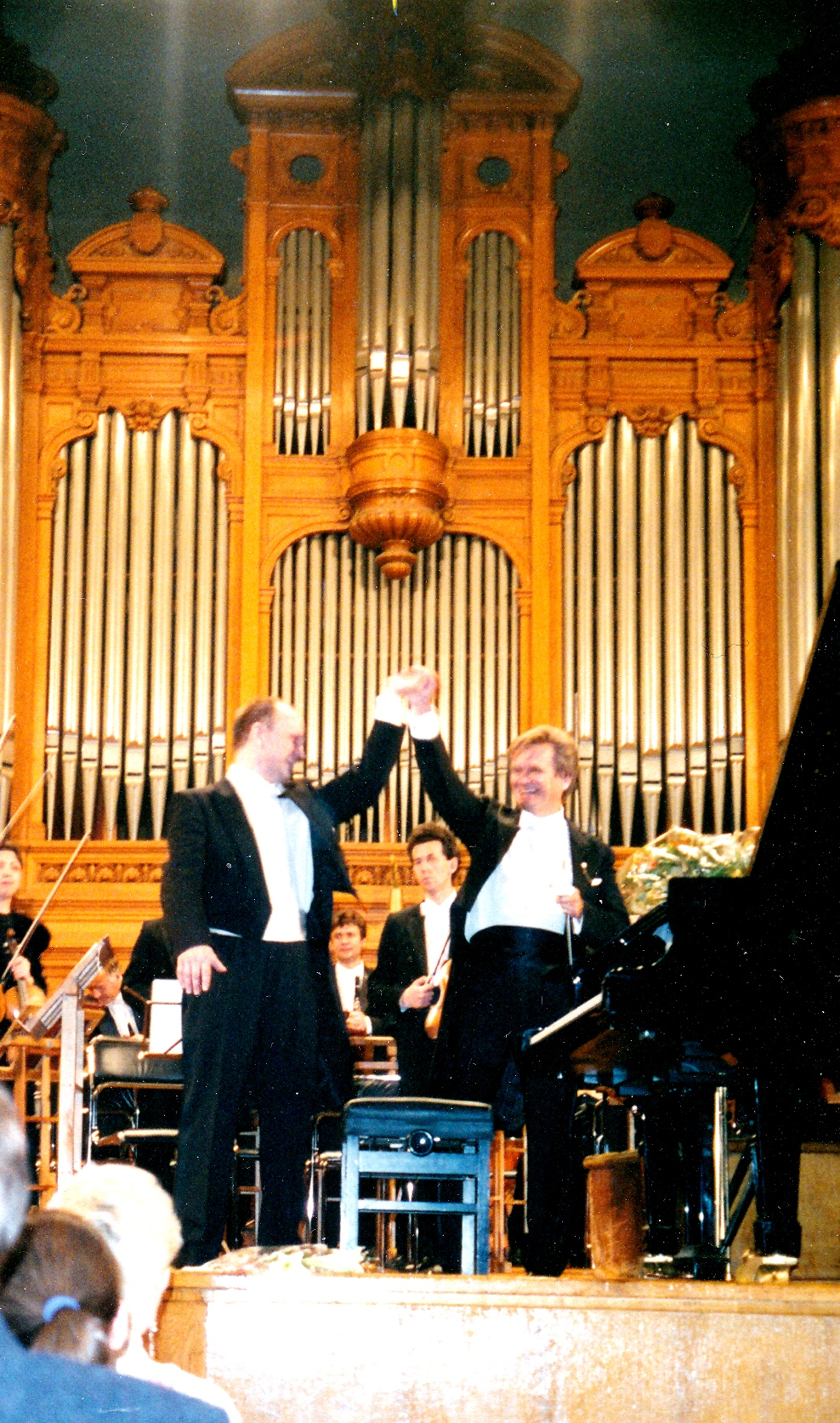
Andrej Hoteev & Vladímir Fedoseyev Moskou 1996 Tsjaikovski -the 4 piano concertos -World premiere

## Discografie

### Cd's
- Tsjaikovski: Piano Concert No. 3/Dumka, 1993, Accord
- Tsjaikovski: The four piano concertos, Hungarian Gypsy Melodies, Allegro c-moll in original version. 3 CDs, 1999, KOCH-Schwann
- Russian songs: Rachmaninov: 10 songs; Moesorgski: Songs and Dances of Death; Skrjabin: Piano Sonata No. 9 (Scriabin)|Black Mass Sonata; met Anja Silja, sopraan. Opgenomen in de Jesus Christus Kirche, Berlijn, 2009, RCA Red Seal (Sony Music)
- Tsjaikovski/Rachmaninov: Sleeping Beauty/Dornröschen. Grote Balletsuite voor quatre-mains. Andrej Hoteev en Olga Hoteeva, piano, 2012, NCA
- “Pure Mussorgsky”: Pictures at an Exhibition & Songs and Dances of Death - played from the original manuscripts; Andrej Hoteev(piano) and Elena Pankratova(soprano). Berlin classics / Edel 2014[18][19]
- Wagner„Declarations of Love. Complete piano works and piano songs for Mathilde and Cosima:“Wesendonck- Sonata” Piano Sonata in a flat WWV 85 – “Sleepless”Music Letter for piano in G  - “Schmachtend”Piano Elegie for Cosima in A-flat - Wesendonck-Lieder 1. Version,1857/58 - “Vier weiße Lieder“,1868. Andrej Hoteev, piano; Maria Bulgakova, soprano Hänssler Classic HC16058  2017[20]
- „Tchaikovsky. The Seasons & Dumka“:" The Seasons,12 characteristic scenes” op. 37bis and „Dumka“ op.59. Andrej Hoteev (piano) Profil-Edition Günter Hänssler PH18088 2019[21]

### Dvd's
- Moesorgski: Pictures at an Exhibition, 2001
- Sergei Prokofiev: Piano Sonata No. 6 (Op. 82), 2003